# Nova Poshta Moldova
New Post Intarnational MLD SRL (веде бізнес як Nova Poshta Moldova, укр. Нова Пошта Молдова) — молдовська логістична компанія в галузі доставлення вантажів та поштових відправлень, започаткована в 2014 році. Входить до трійки лідерів найшвидших доставок країни, належить до групи New Post International та є дочірньою компанією української групи компаній Nova. Станом на 2024 рік налічує 21 відділення, 261 поштомат та три сортувальні термінали в Кишиневі, Бельцях та Комраті.

## Історія
Компанія заснована у 2014 році. За підсумками року налічувала три точки видачі у Кишиневі, Кагулі та Більцях, 14 співробітників і двох кур'єрів.
У 2020 році було відкрито перші два відділення у Кишиневі.
У 2024 році компанія уклала угоду з мережею гіпермаркетів Kaufland для розширення власної мережі поштоматів.
У 2024 році порівняно з 2023 роком Нова пошта збільшила кількість опрацьованих відправлень в Молдові у 2,5 раза до майже 4 млн. Кількість внутрішніх відправлень в Молдові перевищила 778 тисяч, що на 26% більше, ніж у 2023 році. А кількість міжнародних відправлень зросла в 4 рази до 3 млн.